# Indre (reka)
Indre je 265 km dolga reka v osrednji Franciji, levi pritok Loare. Izvira v bližni Préverangesa (departma Creuse), nakar teče v severozahodni smeri vse do izliva v Loaro vzhodno od Candes-Saint-Martina.

## Geografija

### Porečje
Glavni pritok reke Indre je Igneray.

### Departmaji in kraji
Reka Indre teče skozi naslednje departmaje in kraje:
- Creuse,
- Cher ,
- Indre: Sainte-Sévère-sur-Indre, La Châtre, Ardentes, Châteauroux, Buzançais, Châtillon-sur-Indre,
- Indre-et-Loire: Loches, Montbazon, Azay-le-Rideau.